# 萬年大廈

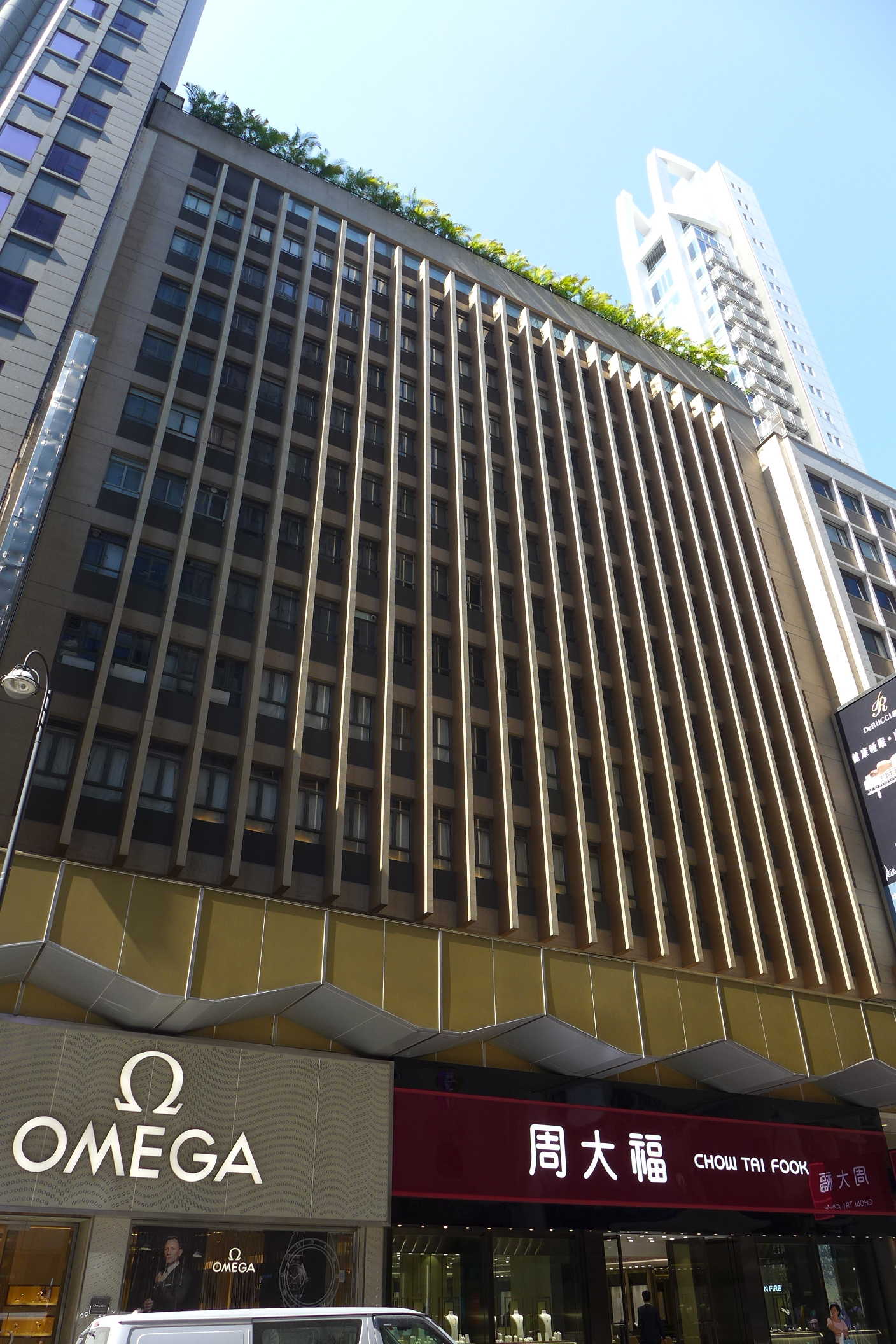
萬年大廈全貌

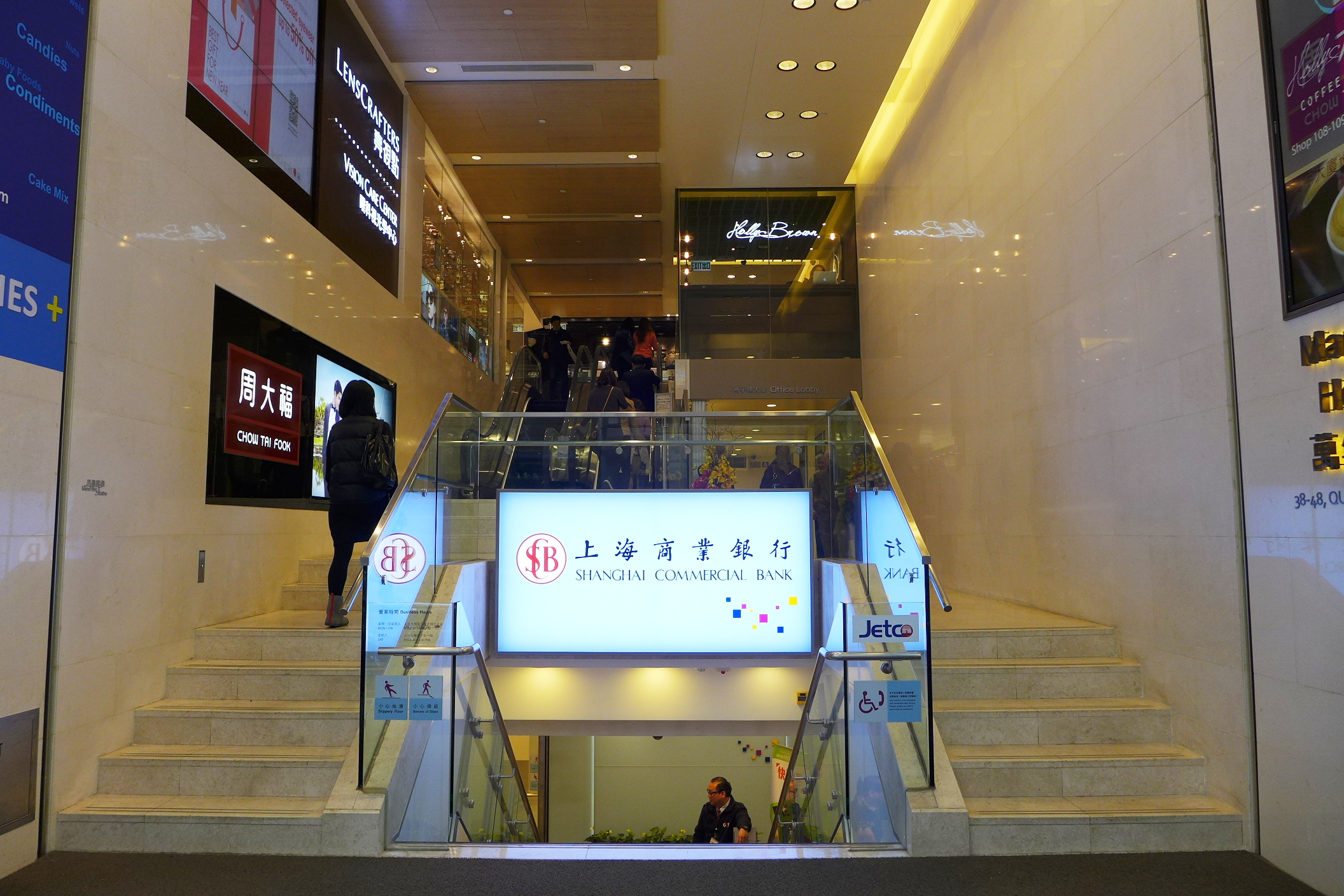
萬年大廈入口

萬年大廈（英語：Manning House），是香港島中環的一幢商業樓宇，位於皇后大道中38號，毗鄰陸佑行及萬邦行。大樓背面為士丹利街，亦設有兩個入口，行人可經大樓來往皇后大道中及士丹利街。
大樓低層是地舖和商場，升降機往樓上是寫字樓、旅行社、醫生村和商行等。萬年大廈由建僑企業於1965年發展（及後成為新世界發展一部分），面向皇后大道中的巨型地面街舖多年來均由多家商戶租用，至2015年則由關連企業周大福珠寶店包下打通開設大型旗艦店；地庫一層早年曾開設百佳超級市場，期後獲上海商業銀行於其中環皇后大道中12號總行重建期間高價搶租舖位以開設臨時中區營業部。由於大樓正背面兩條街道處於不同水平，大樓低層採用錯層式設計，屬於面向士丹利街一面地面之樓層有如面向皇后大道中一面之閣樓或一樓，開設有咖啡店、高級家居藝術品店等。對上一層全層屬大快活快餐店，而再上一層則是香港蘇淅滬同鄉會的私人會所餐廳。萬年大廈由富城物業管理。
2022年9月，呎租為64元。

## 附近
- 卡佛大廈
- 蘭桂坊
- 戲院里
- 華人行
- 德己立街

## 交通
| 交通路線列表                                                       |
| ------------------------------------------------------------------ |
| 港鐵 - █ 港島綫、 █ 荃灣綫：中環站 - █ 東涌綫、 █ 機場快綫：香港站 |

## 圖像

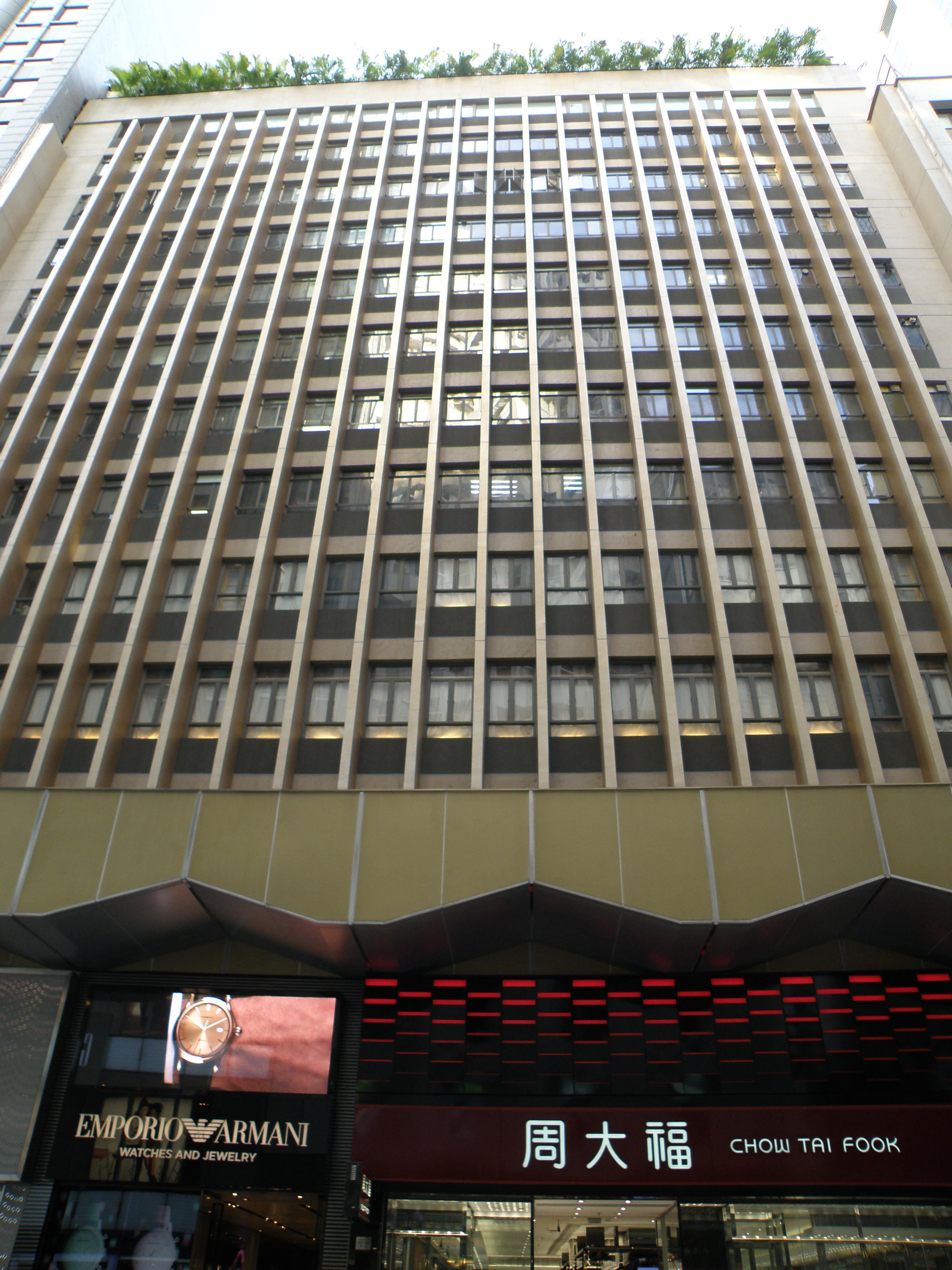
2014年的萬年大廈，當時左下方的店舖為Emporio Armani

## 消歧義
- 萬年戲院大廈位於新蒲崗
- 萬年大廈 (九龍)位於太子道
- 萬年工業大廈在油塘